# ان‌جی‌سی ۲۷۰
ان‌جی‌سی ۲۷۰ (انگلیسی: NGC 270) نام یک کهکشان عدسی در صورت فلکی نهنگ است.